# حسين الهنداوي
حسين الهنداوي كاتب وباحث عراقي في الفكر والفلسفة.

## النشأة والتعليم
من مواليد مدينة الهندية في العراق في العام 1947 م، حاصل على بكالوريوس في الفلسفة من كلية الاداب جامعة بغداد، العراق، دكتوراه في الفلسفة بدرجة شرف (باشراف البروفيسور جاك دونت) من جامعة بواتيه (1987)– فرنسا، متخصص في الفلسفة الهيغيلية.

## مؤلفاته
- «هيغل والإسلام» (بالفرنسية)، جامعة بواتيي – 1987. فرنسا. 320 صفحة. وهذا الكتاب هو أول دراسة اكاديمية موثقة حول المنظور الهيغلي عن الإسلام وكذلك عن الاصول الإسلامية لبعض الافكار الهيغلية الاساسية.[2]
- «التاريخ والدولة ما بين ابن خلدون وهيغل» (دار الساقي - بيروت 1996)، لبنان. 128 صفحة.
- «على ضفاف الفلسفة» الجزء الأول - (بيت الحكمة – بغداد – 2005) العراق. 168 صفحة.
- «هيغل والهيغلية» (تأليف جاك دونت) ترجمة عن الفرنسية (الكنوز الادبية 2004) بيروت – لبنان. 130 صفحة.
- «ولادة الكون لدى فرقة العليّلاّهيّة» (تأليف محمد مكري) ترجمة عن الفرنسية، (أصوات- 1994) لندن، المملكة المتحدة.
- «أخاديد» – مجموعة شعرية (مؤسسة عراق للابداع – بغداد – 2007) العراق. 110 صفحات.
- استبداد شرقي أم استبداد في الشرق؟، دار المدى، 2016

له عشرات المقالات والمحاضرات والمقابلات الفلسفية والادبية والصحفية منشور معظمها في دوريات ومجلات رئيسية اهمها «الاغتراب الادبي» و«نزوى» وصحيفة «الحياة» و«دراسات شرقية» و«الصباح» و«الصباح الجديد» والحكمة«و» إضافة إلى مجلة «أصوات» التي اسسها مع ادباء وفنانين عراقيين آخرين في فرنسا عام 1976. كما ترجمت له عشرات المقالات إلى لغات اجنبية ابرزها الإنجليزية ونشرها عددد من ابرز الصحف الأمريكية من بينها (الناشيونال انترست) و (الناشيونال رفيو) والواشنطن تايمز والعيده غيرها.

## الجوائز
الترشيح لنيل الجائزة السنوية لعامي 2001 و2002 لافضل مقال لصحفي اجنبي مقيم في المملكة المتحدة.

## الاتحادات الأدبية والفكرية
- مؤسسة (عراق للابداع)، رئيس المؤسسة منذ 2005 ولحد الآن،
- الجمعية الفلسفية العراقية في الخارج، عضو مؤسس.
- نقابة الصحفييين البريطانية. عضو دائم.
- جمعية الصحفيين الاجانب في بريطانيا. عضو 1997-2002.[2]

## أخرى
- رئيس المفوضية العليا المستقلة للانتخابات في العراق منذ انشائها من قبل الامم المتحدة في 31 /5/ 2004 وحتى الآن.
- عضو بعثة الامم المتحدة إلى هايتي بين 1993 و1995.
- رئيس تحرير القسم العربي في وكالة انباء يونايتدبرس انترناشيونال منذ تأسيسه في 1995 حتى نهاية 2003.
- مؤسس القسم العربي في جامعة بواتيه الفرنسية والمحاضر الاساسي فيه بين 1982 و1985.
- مستشار لدى منظمة العفو الدولية ومبعوثها الخاص إلى لبنان في 1991 وإلى اليمن في 1992 ثم عضو وفدها إلى اليمن خلال الحرب الداخلية منتصف 1994.
- اكمل دراسته الابتدائية في طويريج والاعدادية والجامعية في بغداد.[2]